# Let's Play
Un Let's Play ('juguem' en anglès, plural Let's Plays, abreujat LP) és una sèrie de vídeos o de captures de pantalla que documenta una partida de videojoc de principi a fi, normalment amb comentari del jugador. Es diferencia d'una guia estratègica (en anglès walkthrough o strategy guide) per l'èmfasi en l'experiència subjectiva de l'individu amb el joc, sovint amb comentaris humorístics, irreverents o crítics, en comptes de la informació objectiva sobre com avançar en el joc.

## Història
Des dels inicis dels videojocs, els jugadors amb accés a programari o maquinari de captura de pantalla o de captura de vídeo s'han gravat jugant partides, en forma de guies estratègiques, speedruns o altres. Per exemple, en el programa de televisió japonès GameCenter CX, el presentador havia d'acabar-se videojocs retro en un sol dia, i als Estats Units, Skip Rogers publicava cintes VHS on descrivia com acabar-se els videojocs difícils. Una de les formes que prenien era la d'un comentari, normalment humorístic, simultani a les captures de pantalla o els vídeos; normalment, els vídeos es presentaven sense edicions significatives, per conservar l'espontaneïtat de la reacció al joc. Pels jocs més llargs, el presentador solia preguntar els lectors o espectadors quines decisions volien que prengués en determinades situacions de la partida, per fornir-hi una mica d'interactivitat.

### Something Awful
Malgrat que aquesta aproximació ja l'havien utilitzat abans d'altres, es considera que als fòrums del lloc web Something Awful va ser on es va crear l'expressió "Let's Play" per descriure aquestes partides. No és clar l'origen exacte del terme, però es creu que està en una sèrie de captures de pantalla que documentava una partida de The Oregon Trail i que es va publicar als fòrums de Something Awful en algun moment del 2005; encara que ja no s'hi pot trobar, sí que n'han quedat referències des d'altres fils de discussió.
La creació del format Let's Play s'atribueix a Michael Sawyer (usuari "slowbeef" als fòrums de Something Awful), que ha afirmat que el format que va utilitzar venia d'un altre comentari fet per l'usuari "Vlaphor" sobre una partida de I Have No Mouth, and I Must Scream en forma de captures de pantalla amb comentari textual. L'adaptació de Sawyer, sobre el videojoc The Immortal, a més de captures de pantalla també incloïa vídeo, i aquest va esdevenir el format utilitzat des d'aleshores pels altres usuaris de Something Awful. Degut a l'èxit del format, el fòrum va establir un procés per crear Let's Plays i va crear un gran arxiu per recollir-los.

### Popularització

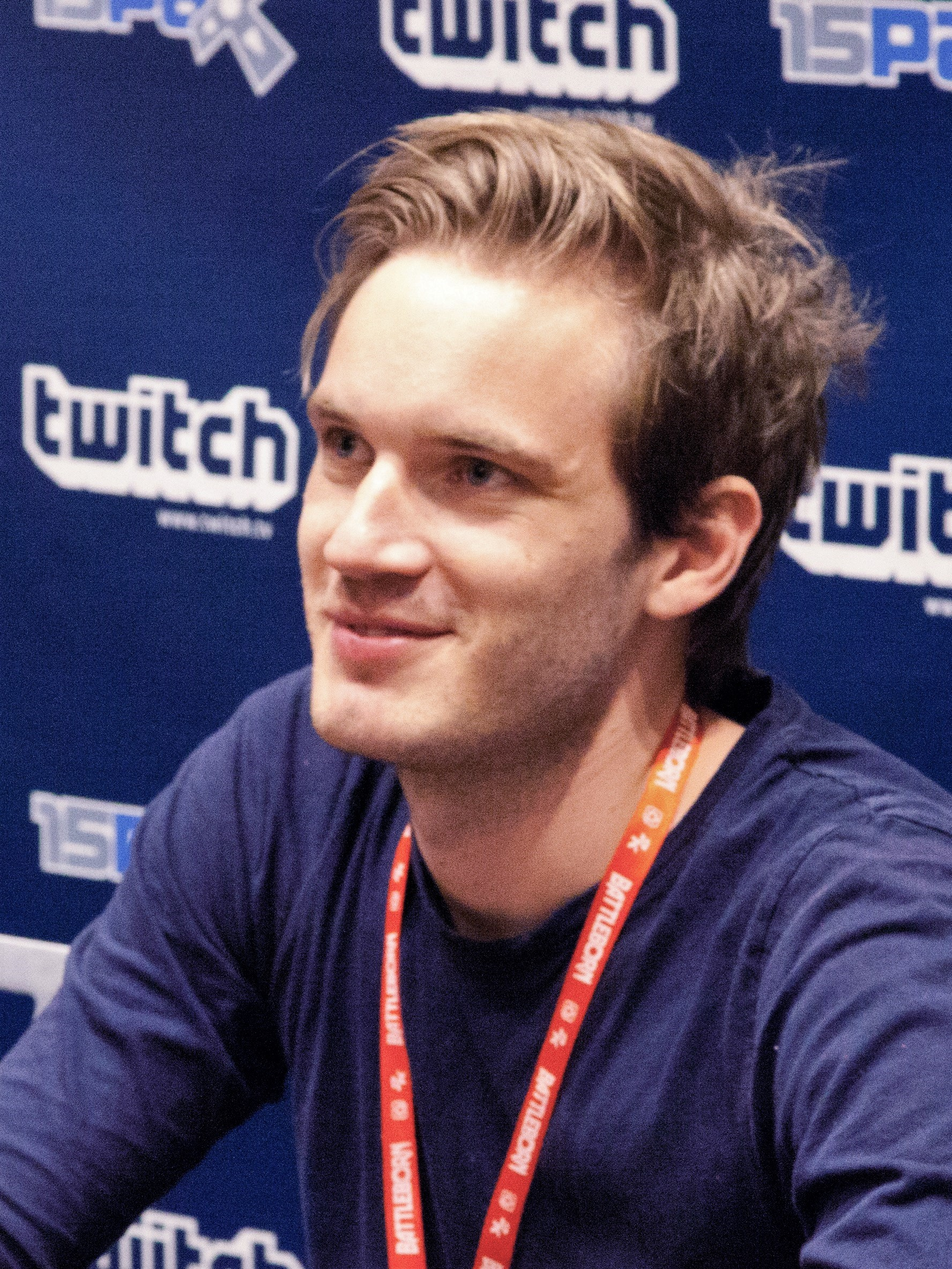
Felix Kjellberg, més conegut com a PewDiePie, és un dels creadors de vídeos Let's Play amb més subscriptors

Amb l'arribada de llocs web com YouTube o Twitch, que distribueixen en flux de dades els vídeos creats pels seus usuaris, més usuaris han pogut preparar i compartir aquesta mena de vídeos, cosa que ha popularitzat molt el format Let's Play, també fora dels fòrums de Something Awful.
El format exacte dels vídeos Let's Play no és clar, i de vegades s'identifica amb acabar-se un videojoc dirigint-se a una audiència a través d'un vídeo distribuït per flux de dades, però segons Patrick Lee, de The A.V. Club, un bon vídeo Let's Play es distingeix de les meres partides en vídeo pel fet que el jugador que hi apareix s'ha familiaritzat amb el joc tant com per poder oferir-ne un comentari més bo i ensenyar-ne més aspectes a l'audiència, o pot compartir-ne experiències personals, o és capaç de jugar a un videojoc que ja coneix, però amb autorreptes com ara acabar-se'l sense matar cap enemic, i així els vídeos ajuden a fer memorable aquests jocs i els qui no hi tenen accés (per restriccions d'edat o de DRM) poden gaudir dels videojocs menys coneguts.
Alguns dels jugadors més populars que creen aquesta mena de vídeos s'han fet famosos i són considerats una espècie de "fans professionals", segons Dar Nothaft, de Maker Studios; d'altres jugadors consulten aquests vídeos per obtenir una perspectiva sobre els jocs diferent de la dels crítics professionals. Felix Kjellberg, conegut amb el seu àlies d'Internet PewDiePie, ha monetitzat els seus vídeos Let's Play, que arriben a milions de subscriptors i tenen miliards de visualitzacions. D'altres que també ho fan són Achievement Hunter, The Yogscast, Smosh Games, Markiplier, Game Grumps, Stampylonghead i Machinima.com.

## Monetització
La monetització d'aquests vídeos es fa amb els ingressos per publicitat que comparteix l'allotjador de vídeos. Per exemple, Google acostuma a pagar al creador de vídeos aproximadament el 55% del preu pagat pels anunciants i a quedar-se'n la resta; així, els ingressos dels canals de Let's Plays depenen del nombre d'espectadors que aconsegueixen. Els creadors també es poden unir a diverses xarxes multicanal com ara Maker Studios, que ofereixen als creadors promoció i publicitat a canvi d'una part dels ingressos per publicitat.
S'estima que els ingressos de PewDiePie pels seus Let's Plays oscil·len entre 140.000 i 1,4 milions de dòlars al mes, mentre que canals més petits poden arribar a guanyar entre 500 i 1.000$; el Wall Street Journal va informar que el 2013 PewDiePie va fer més de 4 milions de dòlars, mentre Forbes el va col·locar en la primera posició de la seva llista de personalitats de YouTube del 2015, per guanyar més de 12 milions de dòlars bruts. Diversos d'aquests Let's Players (com s'anomenen en anglès) han fet d'aquesta activitat la seva feina, mentre aprenen habilitats (com ara comunicar i editar vídeos) que els poden servir en feines futures. Els més populars sovint donen part dels ingressos a causes filantròpiques, o en fan promoció mentre fan partides en directe. La contribució de PewDiePie en aquest tema va fer que aparegués en una llista de les 30 persones més influents d'Internet del març del 2015, i en una de les 100 persones més influents en general de l'abril del 2016, totes dues realitzades per la revista Time. El novembre del 2014, Business Insider va publicar que, a YouTube, dels 20 canals independents amb més subscriptors, onze eren de Let's Plays.

## Efectes en els videojocs
Els Let's Plays s'han considerat una bona manera de publicitar videojocs, especialment pels desenvolupadors més petits. En el cas de Thomas Was Alone, el seu desenvolupador (Mike Bithell) va atribuir-ne l'èxit a un Let's Play fet pel comentarista i crític de jocs John Bain (també conegut com a TotalBiscuit). Semblantment, Davey Wreden, el desenvolupador de The Stanley Parable, va establir relacions amb diversos canals de Let's Plays abans del llançament per garantir-los que podien jugar al seu joc i gravar-lo; a més, el seu equip va crear, específicament per dos canals populars (Rev3Games i Steam Train), unes demos que de broma es ficaven amb els amos dels canals. Wreden creu que això va contribuir a vendre 100.000 còpies del joc complet en els tres primers dies. Alguns desenvolupadors han dissenyat els seus videojocs perquè els autors de Let's Plays en parlin. Per exemple, els desenvolupadors de Octodad: Dadliest Catch van "crear molt espai on hi ha un munt d'opcions diferents perquè un jugador faci comèdia i li doni el seu toc personal".
La popularitat dels Let's Plays i altres comentaris en vídeo també ha comportat canvis en com s'han desenvolupat alguns videojocs. Com que aquesta mena de vídeos afavoreix els jocs extravagants i idiosincràtics que atreuen l'atenció de l'espectador, alguns desenvolupadors han procurat incorporar aquestes qualitats en els jocs que fan. A més, en jocs que encara estan en desenvolupament, aquests vídeos ajuden els desenvolupadors a millorar els jocs abans del llançament definitiu. També poden dirigir l'atenció cap a videojocs molt especialitzats amb més força que la premsa de videojocs tradicional. Els crítics i els jugadors consideren que alguns videojocs com ara Goat Simulator i I am Bread són jocs deslluïts que estan fets expressament perquè els Let's Plays de canals populars en parlin, i normalment els ridiculitzen com a "esquer de YouTube".
Es considera que els videojocs de terror com Five Nights at Freddy's i les seves seqüeles, que se centren més en la immersió que en l'habilitat, estan fets a mida per treure profit dels Let's Plays i les partides en directe, ja que faciliten reaccions divertides dels jugadors com ara ensurts. Això també fa que algunes persones, que normalment no jugarien a jocs d'aquest tipus per la sensació desagradable de ser espantades, trobin agradable veure com reacciona algú altre que hi juga. Els desenvolupadors de Amnesia: The Dark Descent i Outlast van declarar que els Let's Plays havien contribuït a l'èxit dels seus jocs, tenint en compte que ells no tenien un pressupost gran per promocionar-los.
En almenys un cas, la cobertura d'un videojoc en Let's Plays ha fet que en creixessin les vendes molt temps després del període habitual de venda: el 2014, Electronic Arts va decidir fer més còpies del joc Skate 3 (2010) després que, havent aparegut al canal de PewDiePie i a d'altres canals de Let's Plays, les vendes se n'haguessin mantingut altes, cosa que va provocar que quedés entre els 40 videojocs nous més venuts al Regne Unit i que el 2014 se'n venguessin un 33% més de còpies que el 2013.
Per una altra banda, també hi ha qui considera que els Let's Plays perjudiquen la distribució dels videojocs, especialment els curts, lineals i molt narratius, ja que els espectadors hi poden veure tot el joc i així no tenen incentiu per comprar-lo. Ryan Green, el desenvolupador del joc artístic That Dragon, Cancer, va dir que, tot i que també n'hi havia Let's Plays, que contenien un comentari emotiu sobre el tema del joc, alguns dels vídeos mostraven simplement una partida completa sense comentari i no contenien cap enllaç cap a un lloc on els jugadors poguessin trobar-ne més informació. De fet, Green i el seu equip de Numinous Games havien utilitzat la funció ContentID de YouTube per eliminar alguns d'aquests vídeos, una acció que va rebre queixes i que Green va admetre més endavant que no era la manera correcta d'enfocar l'assumpte. Green va demanar que, amb aquesta mena de jocs, els creadors de Let's Plays utilitzessin les partides del joc per iniciar converses amb els espectadors, i que els espectadors, per mostrar que apreciaven el joc, donessin propina als desenvolupadors com a alternativa a comprar-lo.

## Presència a la cultura popular
El fenomen dels Let's Plays va tractar-se en un episodi de South Park ("#REHASH"). Double Fine Productions i 2 Player Productions, inspirant-se en els Let's Plays, han col·laborat per crear la sèrie Devs Play, en què desenvolupadors van jugant a videojocs i comentant-los des de la perspectiva d'un desenvolupador, normalment acompanyats d'un dels desenvolupadors del joc.

## Aspectes legals
Els drets d'autor dels Let's Plays són un tema controvertit; mentre que el desenvolupador del joc o l'editorial normalment en tenen els drets d'autor i són els únics que en poden distribuir legalment els recursos digitals, hi ha qui considera que el dret de citació permet crear aquests vídeos, que bàsicament són comentaris sobre els jocs. En una ocasió, Nintendo va reivindicar que en conservava els drets i va informar que n'havia registrat el contingut amb la funció ContentID de YouTube per obtenir ingressos publicitaris dels vídeos fets pels usuaris, però més endavant se'n va fer enrere, i després va crear un programa d'afiliats per compartir els beneficis amb Google i els creadors de vídeos. En canvi, els desenvolupadors petits han estat més oberts a permetre Let's Plays. Per una altra banda, Ubisoft va afirmar que els permetia, fins i tot amb finalitat comercial, sempre que seguissin unes directrius relatives al contingut. Semblantment, Microsoft Studios va crear unes normes d'ús del contingut de videojocs que establien certs requisits i límits.
El desembre del 2013, un canvi en les normes de la funció ContentID de YouTube va fer que es bloquegessin molts vídeos sobre videojocs. Com a resposta, molts desenvolupadors i editorials van declarar que aquesta mena de vídeos no s'havien de bloquejar, van col·laborar amb YouTube per ajudar els creadors dels vídeos bloquejats, i van encoratjar els usuaris a seguir mostrant-los; entre aquestes empreses hi havia Blizzard, Ubisoft, Capcom, Paradox Interactive i Valve. Més endavant, YouTube va 
aclarir que el canvi en el sistema ContentID que havia provocat que es marquessin els vídeos segurament era resultat d'eines noves que havia posat a l'abast de les xarxes multicanal, que poden cobrir drets d'autor separats de vídeo i d'àudio. Almenys dues xarxes multicanal conegudes (TuneCore i INDmusic), que representaven molts compositors i artistes musicals de videojocs, havien habilitat la protecció dels drets d'autor automàticament a tots els seus clients sense haver-los consultat, i això havia provocat que molts dels Let's Plays, així com els vídeos promocionals dels mateixos desenvolupadors, es bloquegessin. YouTube va afirmar que no tenia planejat canviar aquest sistema tot i les queixes dels compositors originals de les músiques. El lloc web Twitch, l'agost del 2014, va establir un sistema anticòpia similar que emmudia segments de fins a mitja hora dels vídeos gravats en què es detectava música amb drets d'autor, i que va provocar el mateix problema de bloquejar els Let's Plays que contenien música original dels jocs; Twitch hi va reaccionar modificant el mètode, per reduir els falsos positius i permetre als usuaris qüestionar la validesa del bloqueig. Alguns jocs que utilitzaven música d'altres, com ara Concrete Jungle i Quantum Break, van proporcionar una opció de configuració que inhabilitava la reproducció d'aquesta música o la substituïa amb música sense drets d'autor, per ajudar a evitar aquest problema.
Un altre assumpte legal relacionat amb els Let's Plays és la transparència sobre els conflictes d'interessos: els canals de YouTube més populars de vegades reben còpies de videojocs gratuïtament dels desenvolupadors i editorials abans del llançament per fer-ne promoció. Segons la Federal Trade Commission dels Estats Units, els jugadors que fan una crítica o un comentari sobre aquests jocs, per mantenir l'ètica dels negocis, han de dir si hi guanyen diners. En un cas particular, John Bain, que havia defensat la transparència en aquest tema, va revelar que Plaid Social, una empresa de màrqueting que treballava per Warner Bros., li havia ofert, a ell i a diversos altres, còpies gratuïtes de Middle-Earth: Shadow of Mordor a canvi de realitzar una presentació amb uns criteris molt específics. Bain s'hi va negar, però altres comentaristes van acceptar sense dir-ho públicament, cosa que va motivar el dubte de quants d'aquests vídeos s'havien fet a canvi de diners. Si un anunciant demana a algú que escrigui una crítica que sigui favorable, això ha de constar en algun lloc ben visible. Segons Mary Engle, directora associada de pràctiques publicitàries de la Federal Trade Commission (FTC), "bàsicament, l'espectador no ha de poder evitar veure la informació que ha de ser pública. Potser aquesta ha de ser la línia més visible. Si un espectador no veu o sent automàticament aquesta informació sense buscar-la, això no és transparència legal". En el cas de Plaid Social i Warner Bros., la FTC va multar les dues empreses, i Warner Bros. va acceptar la multa el juliol del 2016 i va estar d'acord amb les noves regulacions que el multarien si no fes públics aquesta mena de vídeos.
Sobre el nom anglès dels Let's Plays, al final del 2015, Sony Computer Entertainment of America va intentar registrar com a marca el terme "Let's Play" aplicat a la distribució en vídeo dels videojocs, però la petició va ser denegada preliminarment per l'Oficina de Patents i Marques dels Estats Units citant una marca ja existent. MacArthur Law Firm, una empresa especialitzada en temes legals dels videojocs, va fer una petició formal a l'Oficina de Patents i Marques on deia que la denegació hauria d'haver estat basada en l'afirmació que "Let's Play" havia esdevingut una marca vulgaritzada, i que tots els intents ulteriors de registrar el terme com a marca s'haurien de denegar. L'Oficina hi va estar d'acord, i va dir que el terme "Let's Play" ara és massa genèric per registrar-se com a marca.